# Chi Serpentis
Chi Serpentis (20 Serpentis) é uma estrela na direção da constelação de Serpens. Possui uma ascensão reta de 15h 41m 47.39s e uma declinação de +12° 50′ 51.1″. Sua magnitude aparente é igual a 5.34. Considerando sua distância de 228 anos-luz em relação à Terra, sua magnitude absoluta é igual a 1.11. Pertence à classe espectral A0p Sr. É uma estrela variável α² Canum Venaticorum.